# Banco Central da Venezuela
O Banco Central da Venezuela (em castelhano:  Banco Central de Venezuela, BCV) é o banco central da Venezuela. Mantém uma taxa de câmbio fixa para o bolívar venezuelano e desde 1996 é o agente governante do Sistema Venezuelano de Câmaras de Compensação (incluindo uma câmara de compensação automatizada).

## Sobre
O Banco Central da Venezuela (BCV) é a autoridade monetária e bancária da Venezuela, responsável por formular e implementar políticas monetárias, cambiais e financeiras. Foi criado em 1939 e tem sede em Caracas.
Entre as funções do BCV estão a emissão e controle da moeda venezuelana (o bolívar), a supervisão e regulamentação das instituições financeiras do país, a administração das reservas internacionais do país e a implementação de políticas para manter a estabilidade financeira e o controle da inflação.
Nos últimos anos, o BCV tem enfrentado vários desafios, incluindo a crise econômica e política da Venezuela, a queda nos preços do petróleo (uma importante fonte de receita do país) e as sanções econômicas internacionais. Isso levou a uma série de medidas, como a desvalorização da moeda e a criação de novas formas de pagamento, além de mudanças na gestão do banco central.